# Бирла Мандир (Хайдарабад)
Бирла Мандир (англ. Birla Mandir, телугу బిర్లా మందిరం) — индуистский храм в городе Хайдарабад штат Телангана, посвященный одному из воплощений Вишну – богу Венкатешваре. Расположен на 85-метровом холме, который называется Наубадх Пахад. Ранее на этом месте находилось святилище бога Ханумана. Строительство Бирла Мандир началось в 1966 году и заняло десять лет, после чего храм был освящен Свами Ранганатанандой из Общества Рамакришны и открыт 13 февраля 1976 года. Всего на постройку ушло около 2-х тонн белого мрамора. Площадь храмового комплекса составляет около 53000 квадратных метров. Архитектура храма представляет собой смесь дравидийской, раджастханской и архитектуры храмов Уткалы. Снаружи стены украшены резными панелями, колоннами и балконами, а внутри — цветочными узорами и орнаментами. В Бирла Мандир отсутствуют традиционные колокола, так как по задумке атмосфера в помещении должна быть спокойной и способствовать самосозерцанию и медитации. Главной святыней считается статуя божества Вишну, высеченная из гранита, высотой более 3-х метров. Храм также имеет отдельные святыни для различных индуистских богов и богинь, включая Шиву, Шакти, Ганеша, Брахму, Сарасвати, Лакшми и Саи Баба из Ширди.
Бирла Мандир открыт для посетителей с 7 утра до полудня и с 3 до 9 вечера. В будние дни храм посещают 8—10 тысяч человек и в два раза больше в выходные, во время праздников количество посетителей достигает 50 тысяч.
В феврале 2012 года под храмом велись археологические раскопки, с целью выяснить есть ли под ним сокровища как под храмом Падманабхасвами.